# Leroy et Stitch
Série
Stitch ! Le film
(2003)
Pour plus de détails, voir Fiche technique et Distribution.
Leroy et Stitch (Leroy and Stitch) est le 101e long-métrage d'animation des studios Disney. Sorti directement en vidéo en 2006, il sert d'épilogue à la série télévisée Lilo et Stitch, la série (2003-2006) dont Stitch ! Le film (2003) constituait le prologue. La série elle-même est inspirée des personnages créés pour le long-métrage Lilo et Stitch (2002) et sa suite, Lilo et Stitch 2 : Hawaï, nous avons un problème ! (2005).

## Synopsis
Après avoir réussi leur mission de capturer et réhabiliter les 624 expériences, Lilo, Stitch, Jumba et Pikly sont acclamés en tant que héros par l'Alliance Galactique. Lors de la cérémonie sur la planète Turo, ils sont récompensés pour leur héroïsme ; Jumba récupère les clés de son laboratoire diabolique qui était saisi, Pikly se voit offrir un poste de président des études de la Terre à l’université Gestion Administration des Cultures et des Civilisation (G.A.C.C.), Stitch se voit offrir le poste de capitaine de l'Armada galactique ainsi que commandant de son tout nouveau vaisseau amiral, le PRC-9000 (Patrouilleur rouge de combat), et Lilo est fait ambassadeur de la Fédération Galactique sur Terre et seul gardien des "cousins" de Stitch mais Lilo s’inquiète de voir partir Stitch, Jumba et Pikly. Pour ne pas faire de chagrin à Lilo, ils décident de renoncer avec remords à leurs récompenses et de retourner sur Terre. Dans son vaisseau, Gantu a décidé que puisqu'il n'a pas réussi à capturer toutes les expériences, exception faite de 625, il décide de faire évader le Dr. Jacques von Hämsterviel de prison en abandonnant 625 seul.
De retour à la maison, chacun ne cesse de penser aux privilèges qu’ils ont refusé tout en prétendant le nier devant Lilo. Lilo devient de plus en plus inquiet à l’idée que les trois extraterrestres s’en aillent vraiment mais Nani lui fait comprendre qu’elle doit accepter leur choix de partir parce que ça fait partie de la signification de Aloha : bonjour et au revoir. Le lendemain, Lilo donne sa bénédiction pour partir aux autres en offrant à chacun un souvenir précieux qui leur rappellera la Terre. Elle offre son disque Elvis préféré à Jumba, une pierre terrestre pour Pikly et à Stitch un collier avec un Kū tiki (le dieu hawaïen de la force) avant de l’immortaliser pour son album.
Dans l’astéroïde- prison k-37, Gantu réussit à faire évader Hämsterviel de sa cellule et tout deux se mettent en route pour le plan diabolique. Pour sa première mission de capitaine, Stitch est chargé de recapturer Hämsterviel. 
Dans son laboratoire, Jumba s’apprête à créer une nouvelle expérience mais il regrette la précédente de Pikly, puis Hämsterviel et Gantu font irruption dans son laboratoire et obligent Jumba à créer un jumeau maléfique de Stitch à partir de celui qu'il vient de créer. À l’université G.A.C.C., Pikly apprend que son poste ne lui permet pas d’enseigner, il tente de trouver du réconfort en contactant Jamba mais ce dernier est contraint par ses ravisseurs à se montrer désagréable malgré lui. Une fois l’expérience terminée, Hämsterviel décide de le nommer Leroy, Stitch débarque pour l’arrêter mais l’arrivée de Pikly le fait perdre. Hämsterviel clone Leroy puis il piège Jumba, Pikly et Stitch dans le vaisseau pour les envoyer dans un trou noir avant de s’emparer du PRC.
Sur Terre, Lilo essaye d’adopter une nouvelle vie en essayant de s’inclure dans le cercle d’amitié de Mertle mais ce dernier refuse et prétend faussement que ses amis sont partis à cause de sa personnalité bizarre. Lilo se sent de plus en plus déprimé et cherche à contacter Stitch. Comme Cobra Bubbles est injoignable, Lilo se rend compte que le seul endroit où elle peut communiquer est dans l’espace : le vaisseau de Gantu. Là, elle trouve un 625 qui se sent trahi par l’abondant de Gantu. Lilo décide de nommer 625 en Reuben. Il consent ensuite à aider Lilo. Une fois le visiophone réparé, Lilo contacte le PRC. Leroy se fait passer pour Stitch grâce à sa capacité de changement de forme, mais échoue parce qu'il n'a pas le collier tiki de Stitch. Après que Gantu ait rappelé à Hämsterviel la menace des autres expériences, le rongeur prévoit de les détruire mais il refuse de confier cette mission à Gantu après ses nombreux échecs et decide d’envoyer Leroy à la place. Réalisant que Stitch et l'Alliance Galactique sont en danger, Lilo aide Reuben à réparer le vaisseau de Gantu grâce aux capacités similaires de Stitch et Reuben.
Alors que Jumba, Pikly et Stitch se dirigent vers le trou noir, Stitch s'échappe et libère les autres. Cependant, l'ordinateur de navigation est verrouillé sur le trou noir mais Jumba déclare qu’ils peuvent échapper à la mort s'ils perturbent la ligne d’horizon du trou noir en jetant un petit objet dans le trou noir, cela les enverra ailleurs. Pikly sort la pierre que Lilo lui a donnée pour le jeter dans le trou noir avant de se faire aspirer. Sur Terre, Leroy obtient l‘album photos des expériences de Lilo pour les repérer et les capturer tous avec Mertle (qui figurait également dans l’album). Lilo et Reuben arrivent à Turo, mais ils est trop tard ; Hämsterviel a pris le relais, faisant de la Grande Conseillère sa réceptionniste, et ordonne à Gantu de les enfermer et de lui annoncer qu’il est viré car il trouve que Leroy est plus efficace que lui. Gantu emprisonne Lilo et Reuben, mais décide de les libérer après avoir été convaincu par les paroles de Lilo et Reuben. En s’échappant, il se font repérer et traquer par les Leroys. Tout semblait perdu jusqu'à ce que la camionnette de Jumba, Pikly et Stitch apparaisse subitement. Sans prendre le temps de s'expliquer, Lilo, Reuben et Gantu grimpent tous et se dirigent vers la Terre. 
Sur Terre, toutes les expériences (y compris Mertle) sont rassemblées au Aloha Stadium dans un grand stade par le Leroy original. Le PRC apparaît et Hämsterviel se prépare à effacer toutes les expériences, jusqu'à ce que Lilo, Stitch et les autres détruisent le canon principal du PRC. Hämsterviel révèle qu'il a amené son armée de Leroy comme renfort. Stitch rassemble ses "cousins" et la bataille commence. Malgré quelques victoires initiales par les expériences, Les Leroys rester toujours aussi nombreux et plus puissants qu'eux. Jumba se souvient qu'il a programmé une commande d'arrêt secrète dans Leroy : s'il joue "Aloha ʻOe" d'ElvisPresley, les autres se désactiveront. Stitch apparaît sur scène dans sa tenue d'Elvis et joue "Aloha ʻOe" avec Lilo et Reuben, ce qui fait que les Leroys ont de violentes crises et se désactivent. Avec son plan déjoué (encore), Hämsterviel est recapturé.
De retour au QG de l'Alliance Galactique, ils sont proclamés "Héros de l'Alliance". Stitch, Jumba et Pikly décident de retourner sur Terre avec Lilo. La grande conseillère accorde cela et propose à Gantu de le réintégré en tant que capitaine de l'Armada. Gantu accepte à l’unique condition que Reuben soit son cuisinier en lui avouant qu’il apprécie ses sandwichs. De retour sur Terre, Lilo se prépare pour une dernière photo. Mertle s’invite aussi après avoir était convaincu par Gigi (l’une des expériences). La dernière photo de Lilo dans l'album est celle de toutes les expériences et de leurs ohana. Pendant ce temps, Hämsterviel se retrouve à nouveau en prison avec avec quelques clones de Leroy.

## Fiche technique
- Titre original : Leroy and Stitch
- Titre français : Leroy et Stitch
- Réalisation : Tony Craig et Roberts Gannaway
- Scénario : Roberts Gannaway et Jess Winfield (supervision)
- Dialogues : Jess Winfield (supervision)
- Direction artistique : Sy Thomas
- Montage : Tony Mizgalski
- Musique : J.A.C. Redford, Alan Silvestri
- Production : Igor Khait et Kurt Weldon (délégués) ;  Jess Winfield, Tony Craig et Roberts Gannaway (exécutifs)
- Sociétés de production : Walt Disney Pictures, Walt Disney Télévision Animation
- Société de distribution :  Buena Vista Home Entertainment
- Pays :  États-Unis
- Langue : anglais
- Format : Couleurs - 1,66:1 - Dolby Stéréo
- Durée : 69 minutes
- Dates de sortie : 
  - États-Unis : 27 juin 2006
  - France : janvier 2007

## Distribution

### Voix originales
- Chris Sanders : Stitch / Leroy
- Daveigh Chase : Lilo
- Tia Carrere : Nani
- David Ogden Stiers : Jumba
- Kevin McDonald : Pikly
- Kevin Michael Richardson : Capitaine Gantu
- Rob Paulsen : Reuben
- Jeff Bennett : Dr. Jacques von Hämsterviel
- Zoe Caldwell : La présidente du Grand Conseil
- Ving Rhames : Cobra Bubbles (voix au téléphone)
- Tara Strong : Angel

### Voix françaises
- Emmanuel Garijo : Stitch / Leroy / Reuben
- Camille Donda : Lilo
- Virginie Méry : Nani
- Vincent Grass : Jumba
- Éric Métayer : Pikly
- Said Amadis : Capitaine Gantu
- Mark Lesser : Le docteur Jacques von Hamsterviel
- Joëlle Brover : La présidente du Grand Conseil
- Bruno Dubernat : Cobra Bubbles (voix au téléphone)

## Autour du film
- Le générique de fin donne la liste complète des noms des 625 expériences ayant précédé Stitch.
- Bien que cela ne soit jamais mentionné dans le film, il a été confirmé officiellement dans un manga sorti uniquement au Japon que Leroy est l'expérience "629"[1]. En effet, dans un épisode de Lilo et Stitch, la série, on peut voir les expériences 627 et 628 (bien que ce dernier soit uniquement à l'état de "capsule").
  - Pour des raisons inconnues, les expériences 627, 628 et 629 n'apparaissent pas lors du générique de fin.
- La bande originale comprend trois chansons interprétées par Elvis Presley (dont Lilo est fan) : Aloha Oe, I'm So Lonesome I Could Cry, Jailhouse Rock ainsi que Don't Be Cruel interprétée par le groupe Everlife.
- Bien que le comédien qui prête sa voix au docteur Jacques von Hamsterviel en version française soit le même que celui de Stitch ! Le film, le personnage n'a plus d'accent allemand, ce qui est également le cas dans la série.

## Adaptations en jeux vidéo
- 2002 : Stitch : Expérience 626 pour PlayStation 2